# Mognard
Mognard är en kommun i departementet Savoie i regionen Auvergne-Rhône-Alpes i sydöstra Frankrike. Kommunen ligger i kantonen Albens som tillhör arrondissementet Chambéry. År 2018 hade Mognard 409 invånare.

## Befolkningsutveckling
Antalet invånare i kommunen Mognard
| Referens: INSEE |